# بلاتينورنير
بلاتينورنير (بالإنجليزية: Plattenhörner)‏ هو أحد جبال سلسلة جبال الألب سيلفريتا ويقع في كانتون غراوبوندن في سويسرا. يحتل المرتبة رقم 125 في قائمة جبال سويسرا من حيث الارتفاع، إذ يبلغ ارتفاعه حوالي 3220 متر، بينما يبلغ ارتفاع نتوء الجبل 300 متر، هذا وقد سجل أول وصول لقمة الجبل عام 1868.